# أنباق جواد (قشلاق أهر)
أنباق جواد (بالفارسية: انباق جواد) هي منطقة سكنية تقع في إيران في قسم قشلاق الریفي. يقدر عدد سكانها بـ 107 نسمة .